# CITEL
Die CITEL (spanisch Comisión Interamericana de Telecomunicaciones) ist eine zwischenstaatliche Organisation, die Fragen des Fernmeldewesens und der Informations- und Kommunikationstechnik im Rahmen der Organisation Amerikanischer Staaten koordiniert.
Sie wurde im Jahr 1923 gegründet und hat ihren Sitz in Washington, D.C.